# City of Ghosts (película de 2017)
City of Ghosts es una película documental americana en idioma árabe sobre el grupo activista  de medios de comunicación sirio Al Raqa está siendo masacrada en silencio ante las realidades de la vida de incógnito, la ejecución y el exilio después de que su patria fuese tomada por ISIS en 2014. La película fue dirigida por el cineasta nominado al Oscar y ganador del Premio Emmy Matthew Heineman.
Heineman ganó el premio Outstanding Directorial Achievement in Documentary en los Premios del Sindicato de Directores por la película, convirtiéndose en uno de solo tres personas en ganar el prestigioso honor dos veces. City of Ghosts también ganó el Premio Coraje Bajo el Fuego de la Asociación Internacional de Documentales "en reconocimiento de su notoria valentía en la búsqueda de la verdad" y fue agregado en más de 20 listas de críticos de fin de año por Mejor Documental 2017. City of Ghosts fue nominado para un premio Primetime Emmy por Méritos Excepcionales en el Cine Documental y previamente fue nominado para un Premio BAFTA, Premio PGA e IDA Award al mejor largometraje documental.

## Liberación
La película se estrenó en el Festival de Cine de Sundance 2017. Posteriormente fue adquirida por Amazon en $2 millones.
La película se estrenó en salas de cine por Amazon Studios, Una&E IndieFilms e IFC Films el 14 de julio de 2017.

## Recepción
City of Ghosts recibió elogios de la crítica tras su estreno. Al 22 de agosto de  2018 mantenía una clasificación del 98% 'fresco' en el sitio web Tomates Podridos, basada en 97 comentarios, con una puntuación media de 8.4/10. En el consenso crítico del sitio se sostiene, "Al 22 de agosto de 2018 lleva un duro golpe, a nivel del suelo al mirar las atrocidades cometidas en una parte del mundo que puede parecer ajena a muchos espectadores, pero cuyo impacto no será menos devastador". En Metacritic, tiene una calificación de 86/100, basada en 31 comentarios, lo que indica "la aclamación universal". Charlie Phillips, de The Guardian dio a la película cinco estrellas, llamándola "la película documental contemporánea definitiva sobre la tragedia de Siria."

## Premios y nominaciones
| Premio                                             | Categoría                                                      | Nominado         | Resultado |
| -------------------------------------------------- | -------------------------------------------------------------- | ---------------- | --------- |
| BAFTA Awards                                       | mejor documental                                               | City of Ghosts   | Nominado  |
| Chicago Film Critics Association                   | mejor documental                                               | City of Ghosts   | Nominado  |
| Cinema Eye Honors                                  | mejor documental, mejor director, mejor productor              | City of Ghosts   | Nominado  |
| CPH:Dox                                            | premio de la audiencia                                         | City of Ghosts   | Ganador   |
| Creative Arts Emmy Awards                          | Méritos Excepcionales en el Cine Documental                    | City of Ghosts   | Nominado  |
| Critics Choice Documentary Awards                  | mejor director, mejor documental                               | Matthew Heineman | Nominado  |
| Dallas Fort Worth Film Critics Association         | mejor documental                                               | City of Ghosts   | Ganador   |
| Dallas International Film Festival                 | premio corazón de plata                                        | City of Ghosts   | Ganador   |
| Director's Guild of America Awards                 | Outstanding Directorial Achievement in Documentary             | Matthew Heineman | Ganador   |
| Docville                                           | premio del jurado mejor conciencia documental                  | City of Ghosts   | Ganador   |
| Galway Film Fleadh                                 | Best Human Rights Feature                                      | City of Ghosts   | Ganador   |
| Greenwich International Film Festival              | mejor película de impacto social                               | City of Ghosts   | Ganador   |
| International Documentary Association              | premio al coraje bajo fuego                                    | Matthew Heineman | Ganador   |
| International Documentary Association Awards       | mejor documental                                               | City of Ghosts   | Nominado  |
| International Press Academy Satellite Awards       | mejor fotografía, documental                                   | City of Ghosts   | Nominado  |
| Iowa Film Critics Association                      | mejor documental                                               | City of Ghosts   | Nominado  |
| Jerusalem Film Festival                            | mejor documental                                               | City of Ghosts   | Ganador   |
| Melbourne International Film Festival              | mejor documental                                               | City of Ghosts   | Nominado  |
| Montclair Film Festival                            | premio especial del jurado para director                       | Matthew Heineman | Ganador   |
| Munich Film Festival                               | premio Fritz-Gerlich                                           | Matthew Heineman | Ganador   |
| North Texas Film Critics Association               | mejor documental                                               | City of Ghosts   | Nominado  |
| Producers Guild of America Awards                  | Outstanding Producer of Documentary Theatrical Motion Pictures | Matthew Heineman | Nominado  |
| Phoenix Critics Circle                             | mejor película documental                                      | City of Ghosts   | Ganador   |
| Phoenix Film Critics Society Awards                | mejor documental                                               | City of Ghosts   | Ganador   |
| San Francisco Film Critics Circle                  | mejor documental                                               | City of Ghosts   | Nominado  |
| Seattle Film Critics Awards                        | mejor documental                                               | City of Ghosts   | Nominado  |
| Seattle International Film Festival                | premio Golden Space Needle                                     | City of Ghosts   | Nominado  |
| Sheffield Doc/Fest Awards                          | gran premio del jurado                                         | City of Ghosts   | Ganador   |
| Social Impact Media Awards                         | Documentary Features                                           | City of Ghosts   | Nominado  |
| St. Louis Film Critics Association                 | mejor documental                                               | City of Ghosts   | Nominado  |
| Sundance Film Festival                             | premio Candescent                                              | City of Ghosts   | Ganador   |
| Sundance Film Festival                             | gran premio del jurado - documental americano                  | Matthew Heineman | Nominado  |
| Washington DC Area Film Critics Association Awards | mejor documental                                               | City of Ghosts   | Nominado  |